# Grupa ekskluzywna
Grupa ekskluzywna – typ grupy społecznej, do której przynależeć mogą jednostki spełniające odpowiednie kryteria przynależności. 
Ekskluzywność grupy wzrasta wraz z trudnością zdobycia odpowiednich referencji. Często kryterium uwzględnianym przy rekrutacji nowych członków jest ich pochodzenie np. arystokratyczne, a więc wynikające ze statusów przypisanych jednostek. Mogą to być grupy oparte na statusach osiąganych np. różnego rodzaju stowarzyszenia himalaistów, przedsiębiorców, weteranów itd.
Przeciwstawną wobec grupy ekskluzywnej jest grupa inkluzywna.